# Liste de gares en Pologne
La liste de gares en Pologne, est une liste non exhaustive de gares ferroviaires du réseau des chemins de fer en Pologne.

## Liste par ordre alphabétique

### B
- Gare de Białystok
- Gare de Bielsko-Biała Główna
- Gare de Braniewo

### C
- gare centrale de Chełm
- Gare de Chodzież
- Gare de Chorzew-Siemkowice
- Gare centrale de Cracovie (Kraków Główny)

### D
- Gare de Dębica.

### G
- Gare centrale de Gdańsk (Gdańsk Główny).
- Gare centrale de Gdynia (Gdynia Główna).
- Gare de Gliwice.

### J
- Gare de Jarosław.

### K
- Gare de Katowice
- Gare de Kołobrzeg

### L
- Gare de Łódź Chojny
- Gare de Łódź Fabryczna
- Gare de Łódź Kaliska
- Gare de Łódź Widzew
- Gare de Łódź Żabieniec

### M
- Gare de Mława

### P
- Gare centrale de Piła (Piła Główna)
- Gare de Piła Kalina
- Gare de Piła Leszków
- Gare de Piła Podlasie.
- Gare de Podleze.
- Gare centrale de Poznań (Poznań Główny).
- Gare de Poznań Antoninek.
- Gare de Poznań-Est (Poznań Wschód).
- Gare de Poznań Garbary.
- Gare de Poznań Górczyn.
- Gare de Przemyśl.
- Gare de Przeworsk.

### R
- Gare de Rzeszów.

### S
- Gare de Sopot
- Gare de Swarzędz.
- Gare centrale de Szczecin (Szczecin Główny).

### T
- Gare centrale de Toruń (Toruń Główny)
- Gare de Tychy

### V
- Gare centrale de Varsovie (Warszawa Centralna)
- Gare de Varsovie-Est (Warszawa Wschodnia)

### W
- Gare centrale de Wrocław (Wrocław Główny)

### Z
- Gare de Zagórz
- Gare de Zamość (Zamość (stacja kolejowa)).